# Басаличівка
Басаличі́вка — село в Україні, у Гайсинській міській громаді Гайсинського району Вінницької області. Розташоване на обох берегах річки Ладижинка (притока Собу) за 17 км на південний захід від міста Гайсин. Населення становить 263 особи (станом на 1 січня 2015 р.).

## Історія
7 (20) листопада 1917 року, відповідно до Третього Універсалу Української Центральної Ради, увійшло до складу Української Народної Республіки.
Мешканець села, Сильвеструк Овксентій Ївдокимович (1902 р.н.), що працював рахівником заготпункту, був заарештований 19 липня 1937 року за статею 54-6 КК УРСР і розстріляний 12 жовтня 1937 року.
| Жителі села, що воювали у складі Радянської армії | Жителі села, що воювали у складі Радянської армії | Жителі села, що воювали у складі Радянської армії | Жителі села, що воювали у складі Радянської армії | Жителі села, що воювали у складі Радянської армії | Жителі села, що воювали у складі Радянської армії                                                |
| №                                                 | П. І. Б                                           | Р. Н.                                             | Мобілізація                                       | Звання                                            | Подальша доля                                                                                    |
| ------------------------------------------------- | ------------------------------------------------- | ------------------------------------------------- | ------------------------------------------------- | ------------------------------------------------- | ------------------------------------------------------------------------------------------------ |
| 1                                                 | Бондаренко Василь Захарович                       | 1902                                              | 1941                                              | рядовий                                           | Загинув у 1944 році.                                                                             |
| 2                                                 | Бондаренко Іван Герасимович                       | 1913                                              | 1941                                              | рядовий                                           |                                                                                                  |
| 3                                                 | Бондаренко Іван Ілліч                             | 1912                                              | 1940                                              | рядовий                                           | Загинув у 1943 році.                                                                             |
| 4                                                 | Бондаренко Іван Терентійович                      | 1902                                              | 1941                                              | рядовий                                           | Загинув 23 листопада 1944 року, похований у місті Белград (Сербія).                              |
| 5                                                 | Бондаренко Микола Олександрович                   | 1903                                              | 1941                                              | рядовий                                           | Загинув 24 вересня 1943 року.                                                                    |
| 6                                                 | Бондаренко Семен Архипович                        | 1904                                              | 1941                                              | рядовий                                           | Загинув у 1944 році.                                                                             |
| 7                                                 | Бондаренко Семен Гаврилович                       | 1919                                              | 1941                                              | рядовий                                           | Загинув у червні 1944 року.                                                                      |
| 8                                                 | Бондаренко Семен Пилипович                        | 1908                                              | 1941                                              | рядовий                                           | Загинув у 1943 році.                                                                             |
| 9                                                 | Бондаренко Степан Дмитрович                       | 1904                                              | 1941                                              | рядовий                                           | Загинув 19 серпня 1941 року, похований у селі Баглій.                                            |
| 10                                                | Бондаренко Степан Іванович                        | 1924                                              | 1944                                              | рядовий                                           | Загинув 23 березня 1945 року, похований у селі Ахтубен (Німеччина).                              |
| 11                                                | Бондаренко Тетяна Василівна                       | 1923                                              |                                                   |                                                   | З травня по листопад 1943 року діяла у підпіллі. Страчена ворогами.                              |
| 12                                                | Вусатенко Іван Михайлович                         | 1920                                              |                                                   | лейтенант                                         | Загинув 8 вересня 1943 року, похований у селі Западне (Дворічанський район, Харківська область). |
| 13                                                | Гуменюк Микола Тодорович                          | 1905                                              | 1941                                              | рядовий                                           | Загинув 11 липня 1944 року.                                                                      |
| 14                                                | Данилюк Мефодій Олексійович                       | 1898                                              | 1941                                              | рядовий                                           | Загинув 2 травня 1944 року, похований у місті Лупені (Румунія).                                  |
| 15                                                | Данилюк Роман Лаврентійович                       | 1909                                              | 1944                                              | рядовий                                           | Загинув у червні 1944 року.                                                                      |
| 16                                                | Девелюк Іван Максимович                           | 1910                                              | 1941                                              | рядовий                                           | Загинув у лютому 1944 року.                                                                      |
| 17                                                | Журавель Дем’ян Тимофійович                       | 1905                                              | 1944                                              | рядовий                                           | Загинув у 1945 році.                                                                             |
| 18                                                | Івасенко Антін Климович                           | 1910                                              | 1941                                              | рядовий                                           | Загинув 20 червня 1944 року.                                                                     |
| 19                                                | Івасенко Дмитро Харитонович                       | 1923                                              |                                                   | рядовий                                           | З червня 1942 року діяв у підпіллі, страчений ворогами.                                          |
| 20                                                | Івасенко Микита Іванович                          | 1914                                              | 1941                                              | рядовий                                           | Загинув 19 серпня 1941 року.                                                                     |
| 21                                                | Івасенко Павло Степанович                         | 1918                                              | 1944                                              | рядовий                                           | Загинув у липні 1944 року.                                                                       |
| 22                                                | Колісниченко Василь Омелянович                    | 1919                                              | 1941                                              | рядовий                                           | Загинув у лютому 1942 року.                                                                      |
| 23                                                | Колісниченко Гаврило Митрофанович                 | 1912                                              | 1941                                              | рядовий                                           | Загинув 2 травня 1944 року, похований у місті Лупені (Румунія).                                  |
| 24                                                | Колісниченко Григорій Олексійович                 | 1912                                              | 1941                                              | рядовий                                           | Загинув у липні 1944 року.                                                                       |
| 25                                                | Колісниченко Дмитро Олександрович                 | 1920                                              | 1941                                              | рядовий                                           | Загинув у 1944 році.                                                                             |
| 26                                                | Колісниченко Дмитро Омелянович                    | 1917                                              | 1941                                              | рядовий                                           | Загинув у 1943 році.                                                                             |
| 27                                                | Колісниченко Дмитро Сидорович                     | 1903                                              | 1941                                              | рядовий                                           | Загинув у травні 1944 року.                                                                      |
| 28                                                | Колісниченко Іван Йосипович                       | 1909                                              | 1941                                              | рядовий                                           | Загинув 9 березня 1945 року.                                                                     |
| 29                                                | Колісниченко Іван Павлович                        | 1920                                              | 1941                                              | рядовий                                           | Загинув у травні 1944 року.                                                                      |
| 30                                                | Колісниченко Іван Родіонович                      | 1916                                              | 1941                                              | рядовий                                           | Загинув у 1944 році.                                                                             |
| 31                                                | Колісниченко Лаврентій Трохимович                 | 1922                                              | 1941                                              | рядовий                                           | Загинув у 1944 році.                                                                             |
| 32                                                | Колісниченко Микола Федорович                     | 1902                                              | 1941                                              | рядовий                                           | Загинув 10 грудня 1944 року, похований у місті Ньїредьгаза (Угорщина).                           |
| 33                                                | Колісниченко Олекса Петрович                      | 1912                                              | 1941                                              | старший сержант                                   |                                                                                                  |
| 34                                                | Колісниченко Олександр Денисович                  | 1908                                              | 1941                                              | рядовий                                           | Загинув 23 квітня 1944 року, похований у селі Брустурі (Румунія).                                |
| 35                                                | Колісниченко Петро Родіонович                     | 1923                                              | 1941                                              | рядовий                                           | Загинув у 1944 році, похований у Московській області.                                            |
| 36                                                | Колісниченко Сергій Мефодійович                   | 1923                                              | 1944                                              | рядовий                                           | Загинув 16 лютого 1945 року, похований у селі Брозовіци (Верхня Сілезія).                        |
| 37                                                | Колісниченко Степан Юхимович                      | 1907                                              | 1941                                              | рядовий                                           | Загинув 7 вересня 1944 року, похований у місті Буштень (Румунія).                                |
| 38                                                | Колісниченко Федір Петрович                       | 1918                                              | 1941                                              | лейтенант                                         | Загинув 25 квітня 1944 року, похований у селі Падрасаар-Кюнгао (Естонія).                        |
| 39                                                | Колісниченко Хаїм Герасимович                     | 1908                                              | 1941                                              | старший сержант                                   | Загинув 27 січня 1945 року, похований у селі Амма (Східна Пруссія).                              |
| 40                                                | Колісниченко Яків Семенович                       | 1915                                              | 1941                                              | старший сержант                                   | Загинув 15 січня 1945 року, похований у селі Вінниця (Польща).                                   |
| 41                                                | Котик Федот Андрійович                            | 1906                                              | 1941                                              | рядовий                                           | Загинув у вересні 1941 року.                                                                     |
| 42                                                | Лисий Лаврентій Назарович                         | 1912                                              | 1941                                              | рядовий                                           | Загинув у березні 1943 року.                                                                     |
| 43                                                | Лисий Микола Костянтинович                        |                                                   | 1941                                              | рядовий                                           | Загинув 25 червня 1941 року.                                                                     |
| 44                                                | Лисий Сергій Назарович                            | 1880                                              |                                                   |                                                   | Страчений ворогами як заложник.                                                                  |
| 45                                                | Лисий Федір Іванович                              | 1921                                              | 1941                                              | старший сержант                                   | Загинув 16 січня 1944 року, похований у селі Жердь (Білорусь).                                   |
| 46                                                | Лисий Фома Федорович                              | 1912                                              | 1941                                              | рядовий                                           | Загинув 17 квітня 1945 року.                                                                     |
| 47                                                | Лобань Василь Павлович                            | 1920                                              | 1941                                              | рядовий                                           | Загинув 10 квітня 1942 року.                                                                     |
| 48                                                | Попеляр Гаврило Карпович                          | 1914                                              | 1941                                              | рядовий                                           | Загинув у травні 1944 року.                                                                      |
| 49                                                | Публіченко Терен Дмитрович                        | 1913                                              | 1941                                              | рядовий                                           | Загинув 28 квітня 1944 року.                                                                     |
| 50                                                | Рябовіл Сергій Герасимович                        | 1903                                              | 1941                                              | рядовий                                           | Загинув у лютому 1945 року.                                                                      |
| 51                                                | Сенченко Володимир Іванович                       | 1914                                              | 1941                                              | рядовий                                           | Загинув 27 березня 1942 року, похований у селі Москатине (Смоленська область, Росія).            |
| 52                                                | Ткаченко Зіновій Якович                           | 1907                                              | 1941                                              | рядовий                                           | Загинув 25 червня 1941 року.                                                                     |
| 53                                                | Хоменко Дмитро Федорович                          | 1879                                              |                                                   |                                                   | Страчений ворогами як заручник.                                                                  |
| 54                                                | Цебенко Іван Ілліч                                |                                                   | 1941                                              | рядовий                                           | Загинув 20 квітня 1942 року.                                                                     |
| 55                                                | Цимбалюк Віра Макарівна                           | 1916                                              |                                                   |                                                   | Страчена ворогами як заручниця.                                                                  |
| 56                                                | Цимбалюк Макар Гнатович                           |                                                   |                                                   |                                                   | Страчений ворогами як активіст.                                                                  |
| 57                                                | Шевчук Дмитро Трохимович                          | 1920                                              | 1941                                              | рядовий                                           | Загинув 15 червня 1942 року.                                                                     |

12 червня 2020 року, відповідно до розпорядження Кабінету Міністрів України № 707-р «Про визначення адміністративних центрів та затвердження територій територіальних громад Вінницької області», село увійшло до складу Гайсинської міської територіальної громади.
19 липня 2020 року, в результаті адміністративно-територіальної реформи та ліквідації Гайсинського району (1923—2020), село увійшло до складу новоутвореного Гайсинського району.

## Населення
За даними перепису населення 2001 року у селі проживали 370 осіб.
Рідною мовою назвали:
| Мова       | Кількість осіб | Відсоток |
| ---------- | -------------- | -------- |
| українська | 348            | 94,05%   |
| російська  | 20             | 5,41%    |
| білоруська | 2              | 0,54%    |

## Політика
Голова сільської ради — Литвенюк Олексій Арсеньович, 1963 року народження, вперше обраний у 2015 році, член ВО «Батьківщина».
До складу Ярмолинецької сільської ради входить 12 депутатів, усі — самовисуванці.
На виборах у селі Басаличівка працює окрема виборча дільниця, розташована в приміщенні сільського клубу. Результати виборів:
- Вибори Президента України 2004 (третій тур): зареєстровано 267 виборців, явка 82,02%, з них за Віктора Ющенка — 85,39%, за Віктора Януковича — 12,33%[12].
- Парламентські вибори 2006: зареєстровано 260 виборців, явка 81,15%, найбільше голосів віддано за Партію регіонів — 31,75%, за Блок Юлії Тимошенко — 29,86%, за Блок «Наша Україна» — 12,32%[13].
- Парламентські вибори 2007: зареєстровано 260 виборців, явка 78,46%, найбільше голосів віддано за Блок Юлії Тимошенко — 55,39%, за Блок «Наша Україна — Народна самооборона» — 24,02%, за Партію регіонів — 7,84%[14].
- Вибори Президента України 2010 (перший тур): зареєстрований 252 виборці, явка 82,14%, найбільше голосів віддано за Юлію Тимошенко — 46,86%, за Віктора Януковича — 14,01%, за Арсенія Яценюка — 11,11%[15].
- Вибори Президента України 2010 (другий тур): зареєстровано 244 виборці, явка 84,84%, з них за Юлію Тимошенко — 71,01%, за Віктора Януковича — 23,19%[16].
- Парламентські вибори 2012: зареєстровано 239 виборці, явка 71,55%, найбільше голосів віддано за Всеукраїнське об'єднання «Батьківщина» — 47,37%, за Комуністичну партію України — 13,45% та Партію регіонів — 11,70%[17]. В одномандатному окрузі найбільше голосів отримав Заболотний Григорій Михайлович (самовисування) — 55,49%, за Кучера Миколу Івановича (самовисування) — 33,53%, за Бойдаченка Антона Павловича (самовисування) — 7,51%[18]

## Пам'ятки
У 1953 році кандидат історичних наук П. І. Хавлюк на території населеного пункту виявив залишки поселення епохи бронзи, яке було датоване XIX-XVII ст. до н. е. Тоді ж було виявлено і поселення черняхівської культури, датоване III-IV ст. ст. н. е. Рішенням № 9618 від лютого 1983 року їх було взято під охорону з охоронними номерами, відповідно, 235 і 191.
У 1967 році у селі, біля Будинку культури, було встановлено пам’ятник 23 воїнам-односельчанам, загиблим на фронтах ВВВ (охоронний номер 313, від 10 червня 1971 року).

## Культура

### Фольклор
У 1940 році фольклористка Ганна Іванівна Колесниченко від М. Усатенко записала пісню «Захотіла вража баба та й забагатіти»:
| Захотіла вража баба та й забагатіти Захотіла вража баба та й забагатіти: Підсипала куріпоньку, щоб вивела діти. (двічі) Приспів: Ціп-ціп, ціп-ціп, цюру-цюру! Щоб вивела діти. Висиділа куріпонька п’ятеро курчаток: Оце тобі, вража бабо, на перший початок. Ой погнала вража баба свої кури пасти, Сама сіла під тином кужелину прясти. Стала хмарка наступати, дощик накрапати, Стала баба свої кури та й додому гнати. Гнала вона, гнала, троє розтоптала, На четверте спотикнулась, а на п’яте впала. Як приїхав дід із лісу та й до свого двору, Питається бабусеньки про свою худобу. — Ой діду, дідусю, сталася причина: Наврочили лихі люди — я всі подушила. Став дід бабу бити та став її вчити, А курочка з-під припічка стала боронити. — Не бий, діду, свої баби, бо немає за що, Твоя баба хазяйочка, а ти, дід, ледащо. Розсердився дід на бабу, не знав, що зробити Узяв її на плече та й поніс топити. Як укинув дід у воду та й став веселитись: — Добре, що ця утопилась, ще буду женитись! Іде дід через міст та в долоні плеще: — Добре, що ця утопилась, оженюся я ще! Іде дід під гору та в долоні ріже, Оглянеться назад себе: з води баба лізе. |

Там же була записана пісня «Вже Петрівочка минається»:
| Вже Петрівочка минається Вже Петрівочка минається, Хлопцям гулянка вертається. Ідіте, хлопці, погуляйте, Дівчат на вісінь підмовляйте. |